# Kalaidhoo (Noonu-atol)
Kalaidhoo is een van de onbewoonde eilanden van het Noonu-atol behorende tot de Maldiven.